# Erdmann Józef Tschirsch

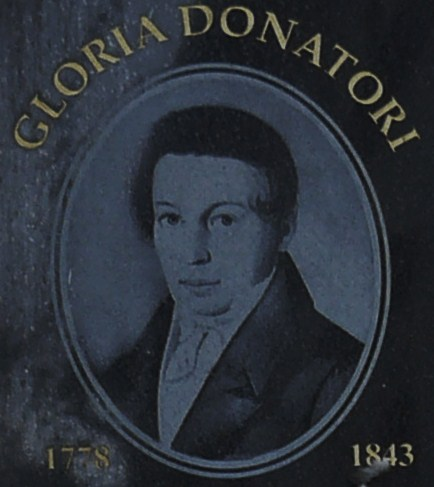
Erdmann J. Tschirsch – fragment tablicy pamiątkowej na kościele oo. Bonifratrów w Ząbkowicach Śl.

Erdmann Joseph Tschirsch (ur. 21 lipca 1778 w Ząbkowicach Śląskich, zm. 23 stycznia 1843 tamże) – członek samorządu miejskiego Ząbkowic Śląskich, skarbnik miejski, znany przede wszystkim jako fundator ząbkowickiego szpitala Ojców Bonifratrów. W 2007 uhonorowany tablicą pamiątkową ufundowaną przez mieszkańców na kościele przy ul. Bonifratrów w Ząbkowicach Śl.